# Lohan Holiday
Lohan Holiday – pierwszy album amerykańskiej piosenkarki i aktorki o nazwisku Aliana Lohan, młodszej siostry znanej aktorki i piosenkarki Lindsay Lohan. To świąteczna kompilacja znanych już piosenek razem z nowymi. Album został wydany 10 października 2006.

## Lista utworów
1. "Christmas Day" – 2:55
2. "I Like Christmas" – 3:32
3. "Winter Wonderland" – 3:28
4. "Christmas Magic" – 3:59
5. "Jingle Bells" – 3:29
6. "Groove of Christmas" – 3:22
7. "Lohan Holiday" (wraz z Lindsay Lohan) – 2:53
8. "Deck the Halls" – 4:29
9. "Silen Night" (wraz z Dina Lohan) – 4:05
10. "Santa's Reindeer Ride" (wraz z Amy Grant) – 2:31
11. "We Wish You a Marry Christmas" (wraz z Diną Lohan) – 2:13
12. "I Like Christmas" (Remix) – 5:31
13. "Rockin' Around the Christmas Tree" (Bonus) – 3:20
14. "Groove of Christmas" (Remix) (Bonus) – 3:33
15. "My Grown Up Christmas List" (Bonus)

## Single
- Rockin' Around the Christmas Tree/Christmas Magic (Październik 2006)
- I Like Christmas (Listopad 2006)
- Lohan Holiday (Grudzień 2006)